# Ali Neffati
Ali Neffati (Túnez, 22 de enero de 1895 – París, 19 de abril de 1974) fue un ciclista tunecino que fue profesional entre 1913 y 1930. Fue conocido por ser el primer ciclista africano que participó en el Tour de Francia, cuando participó en el la edición de 1913. También corrió el Tour de 1914, pero no finalizó ninguna de las dos. En 1914, fue atropellado por un coche de la organización.
La carrera de Neffati comenzó en 1908 Túnez, después de haber ganado diferentes carreras locales. En 1913, aceptó una invitación del Tour de Francia. Su imagen fue icónica al llevar el fez mientras corría. A pesar del revés causado a su carrera por la Primera Guerra Mundial, volvió a competir en 1918 y se convirtió en un habitual en las principales carreras de la época. Fue uno de los 87 corredores que compitieron en el Circuit des Champs de Bataille a principios de 1919, cuyas etapas atravesaron ciudades devastadas por la Primera Guerra Mundial. La carrera es recordada como la más dura de la historia del ciclismo.

## Palmarés
1913
Campeón Nacional de Túnez
Campeón Nacional de Túnez de stayer
1914
Campeón Nacional de Túnez de sprint
1917
9.º en la París–Tours
1918
9.º en la París–Tours
Vencedor de etapa de la Course du Midi
Vencedor de etapa de la Vuelta Ciclista Provincia Tarragona
2.º Volta Ciclista Provincia Tarragona
1925
2.º en el Campeonato Nacional Francés de stayer